# 太田穣 (実業家)
太田 穣（おおた ゆたか、1924年3月7日 - 没年不明）は、日本の経営者。綜合警備保障社長を務めた。

## 来歴・人物
東京都出身。1945年6月に陸軍士官学校（58期）を卒業。日本通運と陸上自衛隊での勤務を経て、1980年に綜合警備保障に転じ、1990年4月に副社長を経て、1994年6月から1996年6月までに社長を務めた。
1994年4月に勲二等瑞宝章を受章。